# Arquidiócesis de Ruan
La arquidiócesis de Ruan (en latín: Archidioecesis Rothomagensis y en francés: Archidiocèse de Rouen) es una circunscripción eclesiástica de la Iglesia católica en Francia. Se trata de una arquidiócesis latina, sede metropolitana de la provincia eclesiástica de Ruan. Desde el 10 de julio de 2015 su arzobispo y primado de Normandía es Dominique Lebrun.

## Territorio y organización

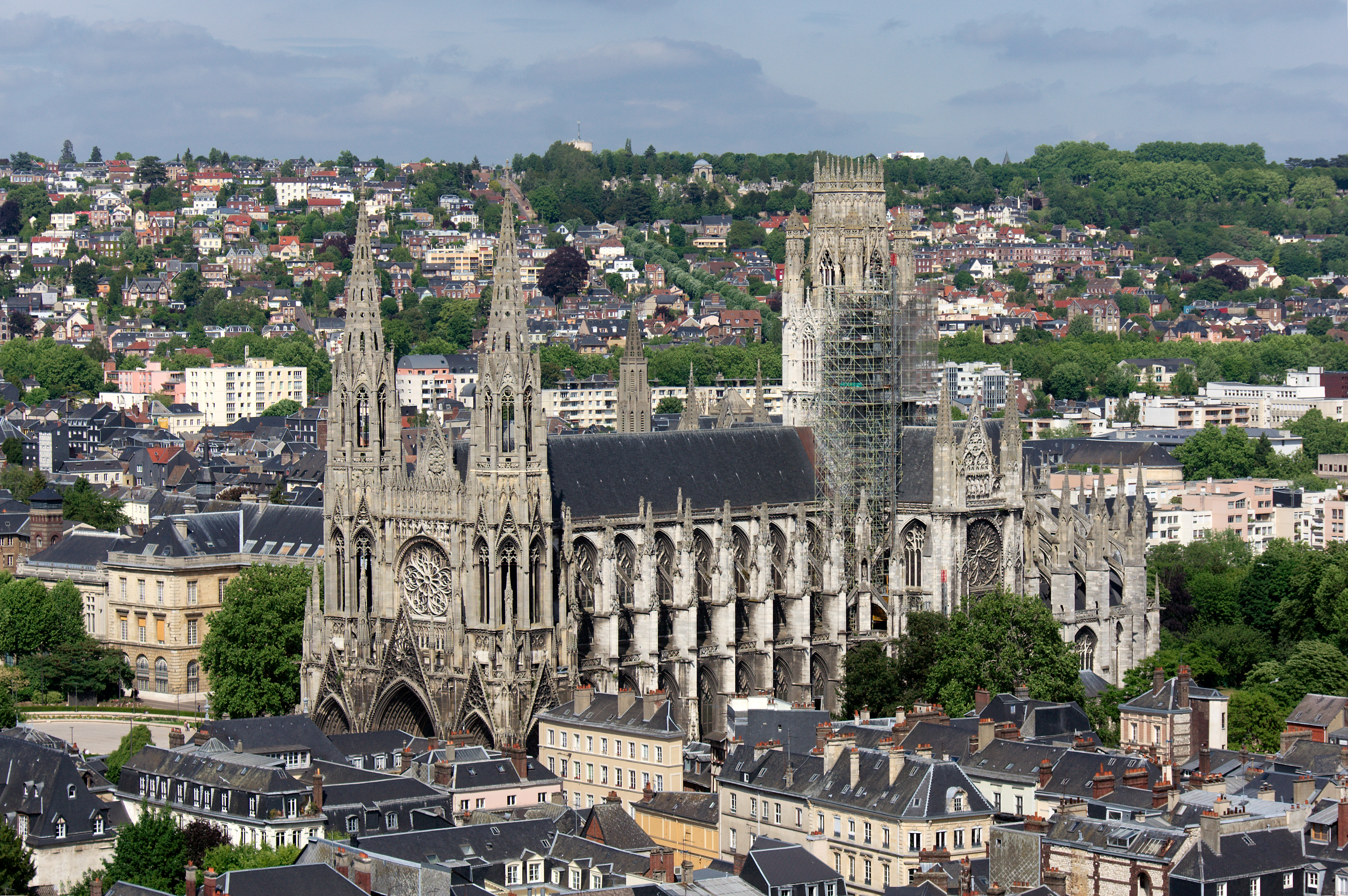
Iglesia abacial de Saint-Ouen, en Ruan

La arquidiócesis tiene 4228 km² y extiende su jurisdicción sobre los fieles católicos de rito latino residentes en parte del departamento de Sena Marítimo en la región de Normandía, comprendiendo los distritos de Ruan, Dieppe y 20 comunas del de Le Havre.

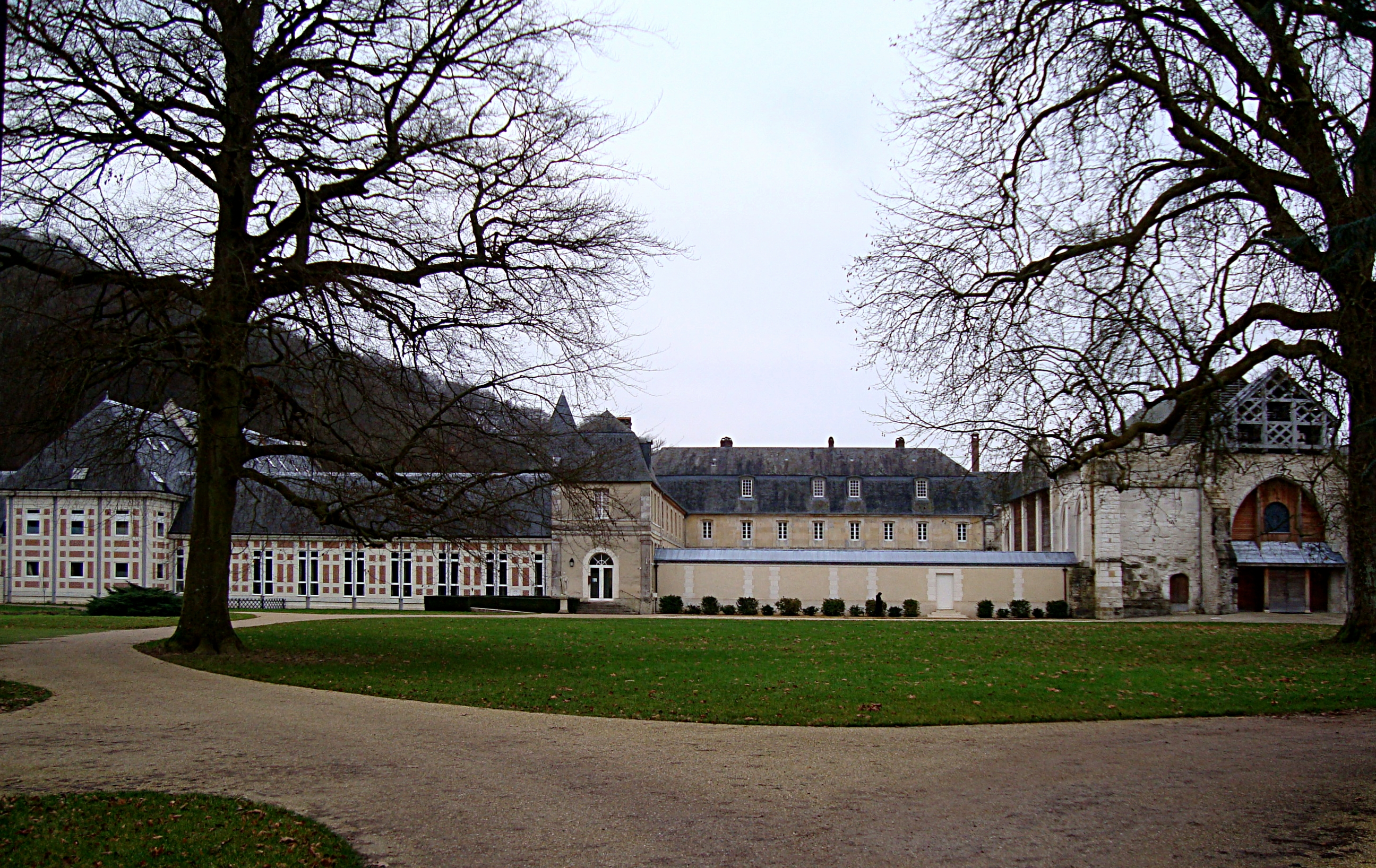
Abadía de Notre-Dame-du-Pré, en Valmont

La sede de la arquidiócesis se encuentra en la ciudad de Ruan, en donde se halla la Catedral de Nuestra Señora.

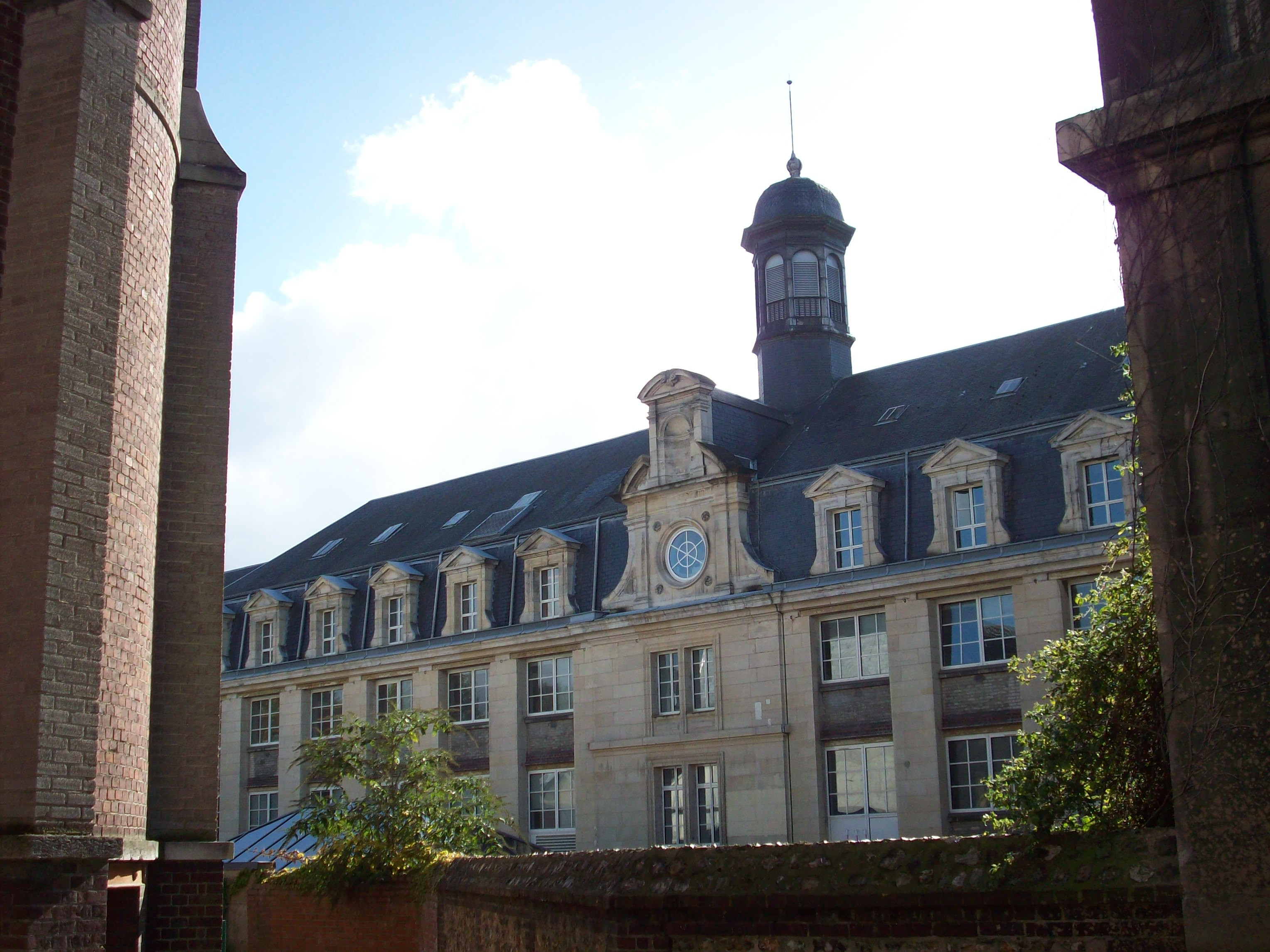
Seminario Saint-Nicaise, instituido en 1707

La arquidiócesis tiene como sufragáneas a las diócesis de: Bayeux, Coutances, Évreux, El Havre y Séez.

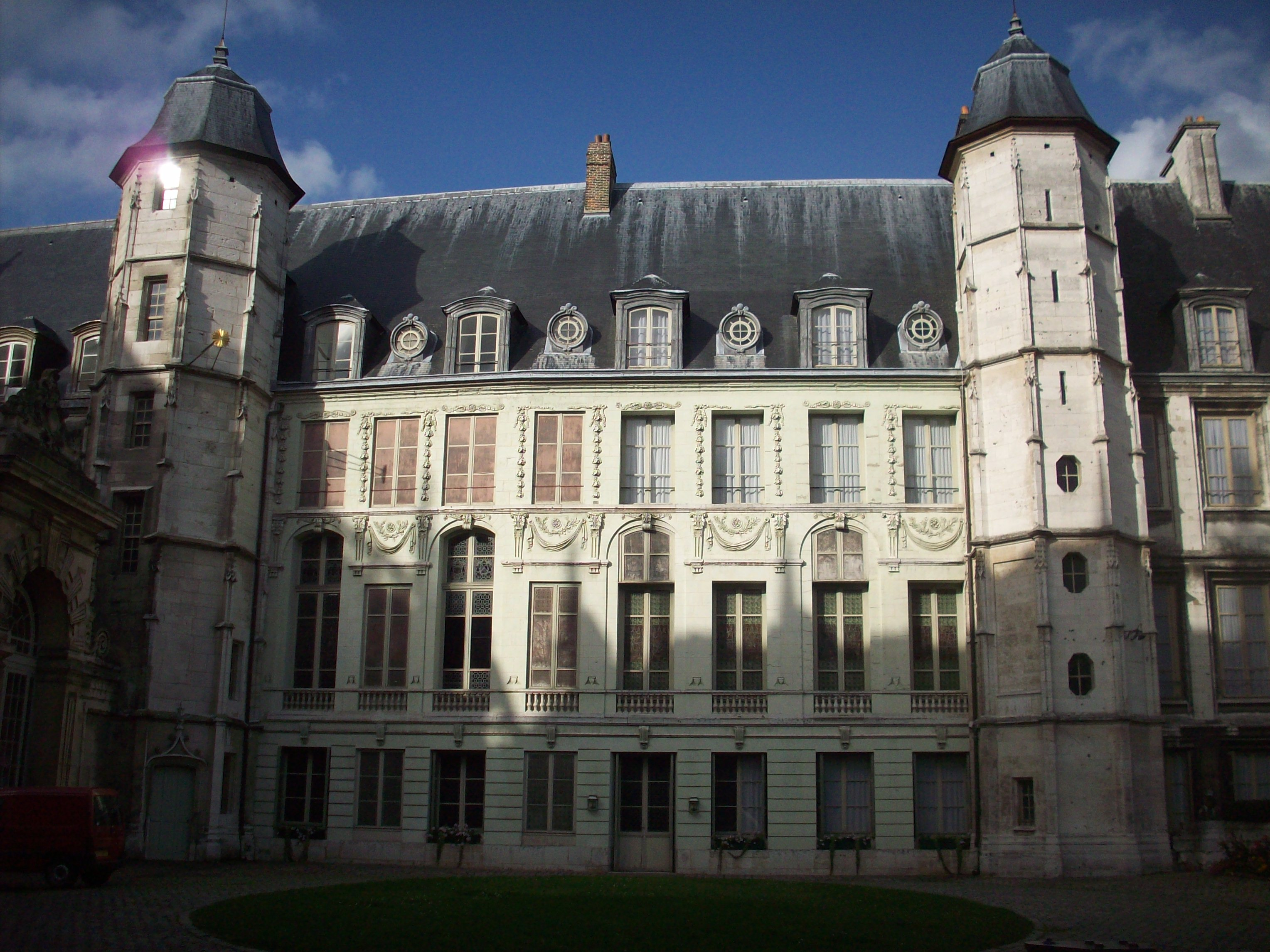
Palacio arzobispal de Ruan, el único palacio episcopal de Francia que permanece en propiedad eclesiástica después del Antiguo Régimen hasta la actualidad

En 2022 en la arquidiócesis existían 52 parroquias agrupadas en 6 decanatos: Ruan Norte, Ruan Sur, Ruan Oeste, Dieppe, Pays de Caux, Pays de Bray.

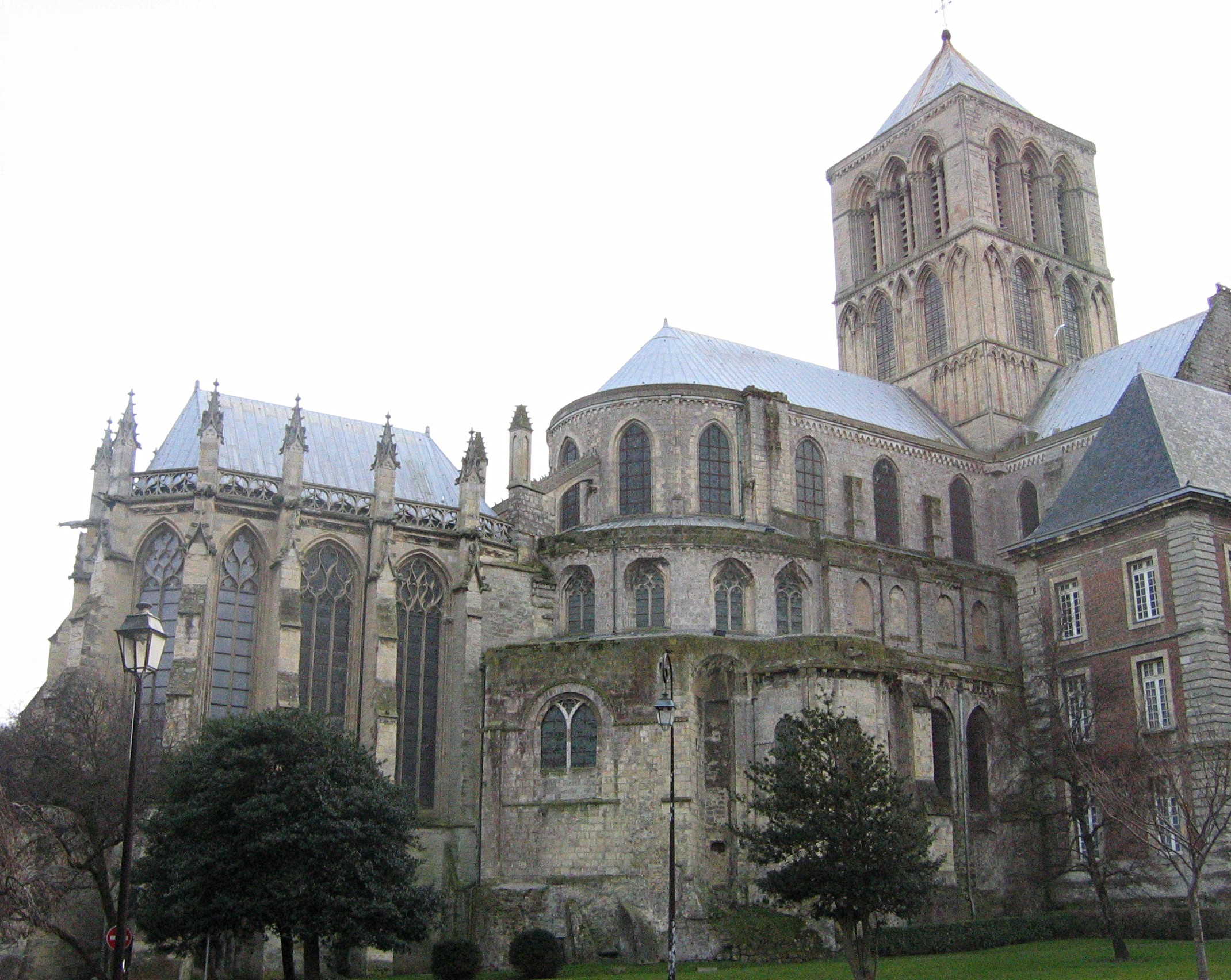
Abadía de la Trinidad de Fécamp

### Monasterios, conventos y comunidades religiosas
- Abadía de Saint-Wandrille: fundación benedictina de la congregación de Solesmes.
- Abadía de Valmont: convento de monjas benedictinas.
- Priorato de Saint-Claire: benedictino, de la congregación de Notre-Dame d'Espérance.
- Monasterio de l'Immaculée Conception: benedictino, de la orden del Sagrado Sacramento.
- Monasterio de Sainte-Marie à Thibemont: augustino.
- Sœurs de Saint-Joseph de Cluny.
- Sœurs de la Présentation de Marie.

## Historia

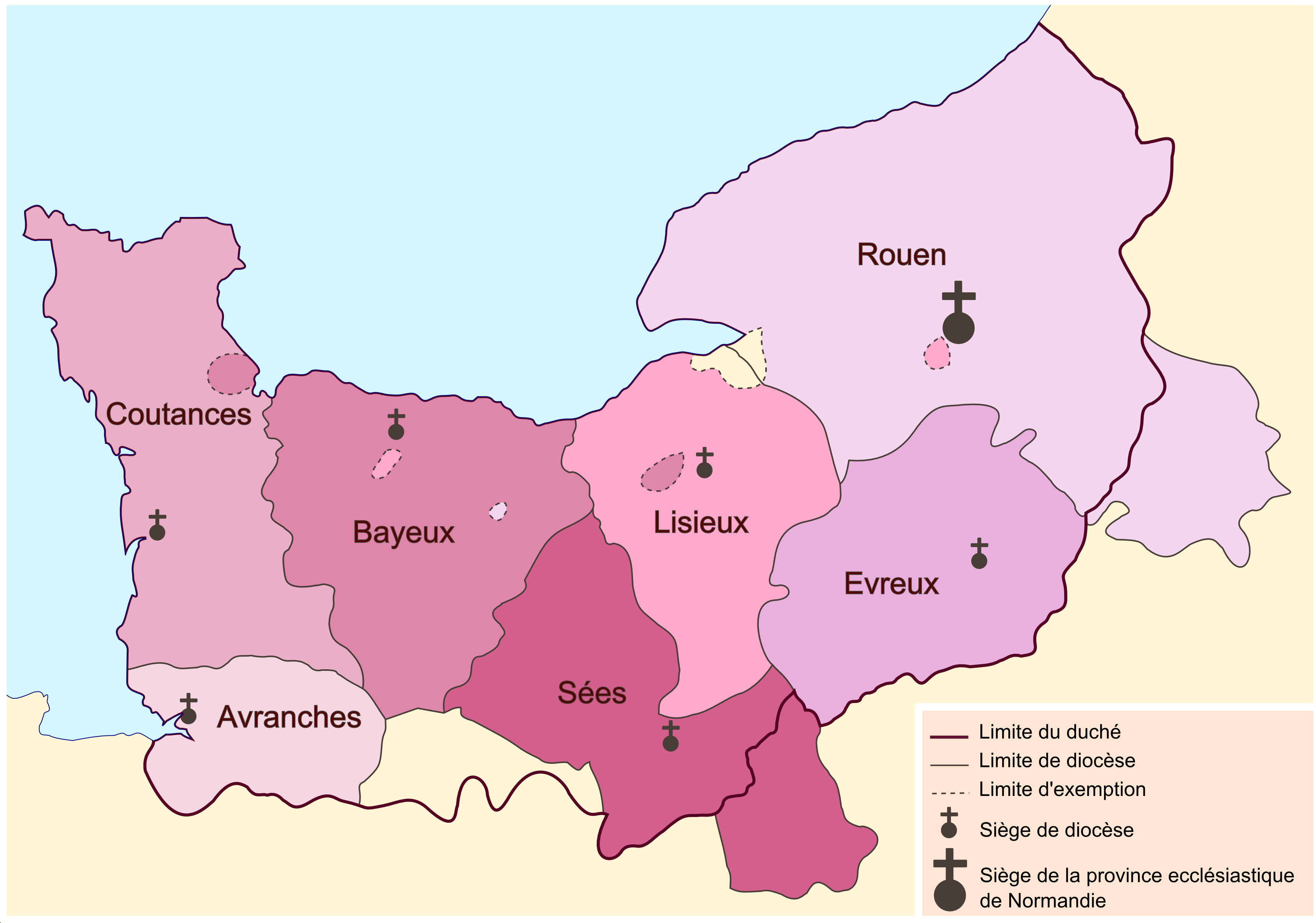
Límites antiguos de la arquidiócesis de Ruan

La diócesis de Ruan fue erigida en el siglo III. Los antiguos catálogos episcopales que datan de los siglos IX y X y el Liber Eburneus conservado en la catedral de Ruan señalan a san Mellon como el primer obispo, mientras que el Liber Niger de 1079 y todos los catálogos posteriores al siglo X señalan a san Nicasius como el primer obispo, que habría vivido antes que Mellone.
Los primeros obispos históricamente documentados fueron: san Aviciano, que participó en el Concilio de Arlés en el año 314; Eusebio, cuyo nombre figura entre los que en el año 346 adhirieron a la sentencia del Concilio de Sárdica a favor de san Atanasio; entre los siglos IV y V san Victricius, amigo de san Paulino de Nola y de san Martín de Tours, que fue a Inglaterra para llevar allí la fe católica y escribió el tratado De laude sanctorum en favor del culto a las reliquias.
Rotomagus fue la capital de la provincia romana de la Galia Lugdunense II, como lo demuestra una Notitia Galliarum de principios del siglo V. Con el establecimiento de la organización eclesiástica, Rotomagus se convirtió, además de centro administrativo de la región, en la sede metropolitana de la provincia eclesiástica, inspirada en la civil, que incluía las diócesis sufragáneas de Avranches, Bayeux, Coutances, Évreux, Lisieux y Séez.
En la segunda mitad del siglo VI era arzobispo san Pretestato, que fue desterrado por el rey Chilperico I en 577; recuperó la sede arzobispal en 584, pero en 586 fue apuñalado al pie del altar por orden de la reina Fredegunda.
La leyenda del Grand'Goule, un dragón monstruoso que supuestamente san Romano derrotó cerca de Ruan, está ligada a san Romano, arzobispo de la primera mitad del siglo VII, muy venerado y patrono de la ciudad de Ruan. En la Edad Media esta leyenda dio origen al privilegio del arzobispo de poder liberar a un prisionero el día de la procesión de las reliquias de san Romano.
Algunos rastros de paganismo todavía estaban presentes durante el episcopado de san Audoeno (Saint-Ouen) en la segunda mitad del siglo VII. El propio arzobispo fue el fundador de las abadías de Fontenelle, Jumièges y Fécamp. Fue un hábil diplomático a la hora de resolver las disputas entre Austrasia y Neustria y en la Edad Media fueron famosos los milagros atribuidos a su intercesión.
El primero que se sabe que recibió el palio fue el arzobispo Grimone, quien lo recibió en 744 del papa Zacarías a petición de san Bonifacio.
San Remigio, hijo de Carlos Martel, ocupó la cátedra de Ruán después de mediados del siglo VIII y fue uno de los primeros en Francia en defender la adopción del rito romano en lugar del rito galicano.
En el siglo XI san Mauricio era arzobispo, luchando contra la herejía de Berengario de Tours. Es en este siglo cuando surge en Ruan una compañía de hombres que honran a la Inmaculada Concepción.
En mayo de 1131 el papa Inocencio II visitó Ruan. Seguiría siendo el único papa que visitó Normandía durante ocho siglos y medio, hasta la peregrinación del papa Juan Pablo II a Lisieux el 2 de junio de 1980.
Hacia 1030, durante el episcopado de Roberto II, se inició la reconstrucción de la antigua catedral en estilo románico, siendo reconstruida en estilo gótico a partir del siglo XII.
En el siglo XIII la arquidiócesis estaba gobernada por Odón de Rigaud, un hábil estadista, que acompañó a san Luis IX en la cruzada a Túnez. Fue el propio Odón de Rigaud quien visitó varias veces toda su provincia eclesiástica, recogiendo la noticia en uno de los primeros informes de una visita pastoral, el Regestum Visitationum Archiepiscopi Rothomagensis.
Entre 1330 y 1338, Pierre Roger, futuro papa Clemente VI, ocupó la silla de Ruan. Ruán había sido sede de cardenales durante aproximadamente un siglo y seguiría siéndolo, aunque con algunas interrupciones, hasta el siglo XX.
El papa Gregorio XI en 1371 eximió al capítulo catedralicio de la jurisdicción temporal y espiritual del arzobispo.
En 1486 la Sociedad de la Inmaculada Concepción se convirtió en un círculo literario. Cada año se premiaba un poema compuesto en honor a la Inmaculada Concepción. Cada estrofa de los poemas debía comenzar y terminar con el mismo verso (palinodia).
Durante las guerras religiosas, los hugonotes conquistaron Ruan el 16 de abril de 1562 y devastaron la iglesia de San Audoeno, quemando el mobiliario del interior y quemando el cuerpo del santo y otras reliquias en posesión de la basílica. La ciudad fue reconquistada por los católicos el 26 de octubre del mismo año.
En 1729 se adoptó el breviario de Urbain Robinet, quien realizó una revisión litúrgica en el sentido galicano. Hasta la Revolución francesa era costumbre cantar todo el oficio de memoria y estaba prohibido llevar los libros a coro.
Hasta finales del siglo XVIII la arquidiócesis incluía 1388 parroquias, agrupadas en 6 arcedianatos (Rouen, Grand-Caux, Petit-Caux, Eu, Norman Vexin, French Vexin) y 28 decanatos (Ruan, Pont-Audemer, Saint-Georges, Bourgtheroulde, Perriers, Ry, Pavilly, Cailly, Saint-Romain, Valmont, Fauville, Canville, Brachy, Bacqueville, Eu, Envermeu, Longueville, Neufchâtel, Foucarmont, Aumale, Gournay, Gisors, Gamaches, Baudemont, Magny, Chaumont, Pontoise y Meulan). Además, en el territorio existía un elevado número de abadías (22 masculinas y 13 femeninas), a las que hay que sumar 17 prioratos (12 masculinos y 5 femeninos) y 13 colegiatas.
Algunas parroquias del arzobispado de Ruan no formaban parte de ningún decanato y no estaban bajo la jurisdicción ordinaria del arzobispo. Las siete excepciones eran:
- La de Saint-Cande;
- La del obispado de Dol, compuesto de cuatro parroquias;
- La del capítulo de Ruan, compuesto de nueve parroquias;
- La del decanato de la catedral de Ruan, compuesto de dos parroquias;
- La de Montivilliers, compuesto de dieciséis parroquias;
- La de la abadía de Fécamp;
- La de Chaumont;
- La del priorato de Saint-Lô, en Ruan.

La jurisdicción del tribunal eclesiástico, metropolitano y provincial de Ruan, creado el 5 de octubre de 1335, incluía las siete diócesis de la provincia, así como la de Quebec en Canadá.
Después del inicio de la Revolución, el cardenal Dominique de La Rochefoucauld, arzobispo de Ruán, se vio obligado a exiliarse el 10 de agosto de 1792; murió en Münster, Westfalia, en 1800.
Entre 1790 y 1801 Ruan fue la sede episcopal del departamento de Seine-Inférieure, una de las ochenta y tres diócesis de la Iglesia constitucional creada por la constitución civil del clero.
Tras el concordato con la bula Qui Christi Domini del papa Pío VII del 29 de noviembre de 1801, cedió partes de su territorio a las diócesis de Versalles (decanato de Pontoise, arcedianato del Vexin francés), Évreux (decanatos de Pont-Audemer, Bourgtheroulde y parte del decanato de Perriers) y Beauvais (varias parroquias del decanato de Aumale).El decanato de Pontoise (arcedianato del Vexin francés) se transfiere a la diócesis de Versalles.
Con el episcopado del cardenal Bonnechose (1858-1883) volvió el rito romano.
El 6 de julio de 1974 cedió otra porción de su territorio para la erección de la diócesis de El Havre mediante la bula Quae Sacrosanctum del papa Pablo VI.
Los arzobispos de Ruan llevan el título de primados de Normandía. Este título tiene orígenes muy antiguos. Los pontífices, a instancias del arzobispo de Lyon, rechazaron primero las pretensiones de los arzobispos de Ruan con dos bulas del papa Gregorio VII en 1070 y otra del papa Celestino II en 1144. Sin embargo, posteriormente el papa Calixto III reconoció el rango primacial de Ruan con dos bulas de 1457 y 1458.
En 1995, el arzobispo Joseph Duval, entonces arzobispo de Ruan, lanzó el programa "Horizons 2005" a propósito de fundar nuevas parroquias, reagrupando las doscientos cincuenta que ya existían. Por lo tanto, desaparecieron los arcedianatos. Los decanatos tomaron el lugar de aquellos.

## Estadísticas
Según el Anuario Pontificio 2023 la arquidiócesis tenía a fines de 2022 un total de 655 000 fieles bautizados.
| Año                                                                             | Población            | Población | Población      | Sacerdotes | Sacerdotes    | Sacerdotes    | Bautizados por sacerdote | Diáconos permanentes | Religiosos | Religiosos | Parroquias |
| Año                                                                             | Bautizados católicos | Total     | % de católicos | Total      | Clero secular | Clero regular | Bautizados por sacerdote | Diáconos permanentes | Varones    | Mujeres    | Parroquias |
| ------------------------------------------------------------------------------- | -------------------- | --------- | -------------- | ---------- | ------------- | ------------- | ------------------------ | -------------------- | ---------- | ---------- | ---------- |
| 1950                                                                            | 870 000              | 915 000   | 95.1           | 810        | 740           | 70            | 1074                     |                      | 75         | 1250       | 717        |
| 1969                                                                            | 1 000                | 1 113 977 | 89.8           | 655        | 575           | 80            | 1526                     |                      | 105        | 1310       | 297        |
| 1980                                                                            | 700 000              | 784 199   | 89.3           | 406        | 304           | 102           | 1724                     |                      | 138        | 738        | 637        |
| 1990                                                                            | 696 000              | 808 000   | 86.1           | 311        | 231           | 80            | 2237                     | 2                    | 115        | 557        | 637        |
| 1999                                                                            | 680 000              | 827 360   | 82.2           | 246        | 174           | 72            | 2764                     | 14                   | 97         | 288        | 637        |
| 2000                                                                            | 680 000              | 839 949   | 81.0           | 230        | 167           | 63            | 2956                     | 15                   | 87         | 326        | 439        |
| 2001                                                                            | 680 000              | 841 287   | 80.8           | 234        | 168           | 66            | 2905                     | 16                   | 87         | 313        | 116        |
| 2002                                                                            | 680 000              | 841 287   | 80.8           | 230        | 166           | 64            | 2956                     | 21                   | 84         | 296        | 89         |
| 2003                                                                            | 680 000              | 841 287   | 80.8           | 222        | 163           | 59            | 3063                     | 20                   | 74         | 279        | 63         |
| 2004                                                                            | 680 000              | 841 287   | 80.8           | 211        | 155           | 56            | 3222                     | 20                   | 72         | 269        | 63         |
| 2010                                                                            | 688 000              | 851 000   | 80.8           | 173        | 125           | 48            | 3976                     | 21                   | 69         | 198        | 56         |
| 2014                                                                            | 652 000              | 868 500   | 75.1           | 135        | 107           | 28            | 4829                     | 19                   | 58         | 160        | 53         |
| 2017                                                                            | 650 715              | 866 376   | 75.1           | 104        | 91            | 13            | 6256                     | 20                   | 39         | 124        | 53         |
| 2020                                                                            | 653 860              | 870 500   | 75.1           | 103        | 87            | 16            | 6348                     | 23                   | 35         | 134        | 52         |
| 2022                                                                            | 655 000              | 872 000   | 75.1           | 105        | 83            | 22            | 6238                     | 24                   | 35         | 136        | 52         |
| Fuente: Catholic-Hierarchy, que a su vez toma los datos del Anuario Pontificio. |                      |           |                |            |               |               |                          |                      |            |            |            |